# Brouwerij Bliksem
Brouwerij Bliksem is een Nederlandse brouwerijhuurder van speciaalbier. Het bedrijf is opgericht en gevestigd in Breda.
De brouwerij maakt gebruik van de brouwfaciliteiten van diverse andere brouwerijen, namelijk die van De 3 Horne, Ramses Bier, Vandeoirsprong, en Bierbrouwerij Breda.

## Geschiedenis
De firma werd in 2015 opgericht door Merijn Dietvorst en Sebastiaan van Fessem. Het eerste bier kwam in juni 2015 op de markt.
In 2018 werd Black Sabbath, een quadrupel met esdoornsiroop en vanille, uitgeroepen tot Brabants Lekkerste Bier. Destijds was Dietvorst grafisch ontwerper en Van Fessem bedrijfsanalist, maar ze overwogen om fulltime brouwer te worden als hun brouwerij succesvol zou worden.

## BRACK

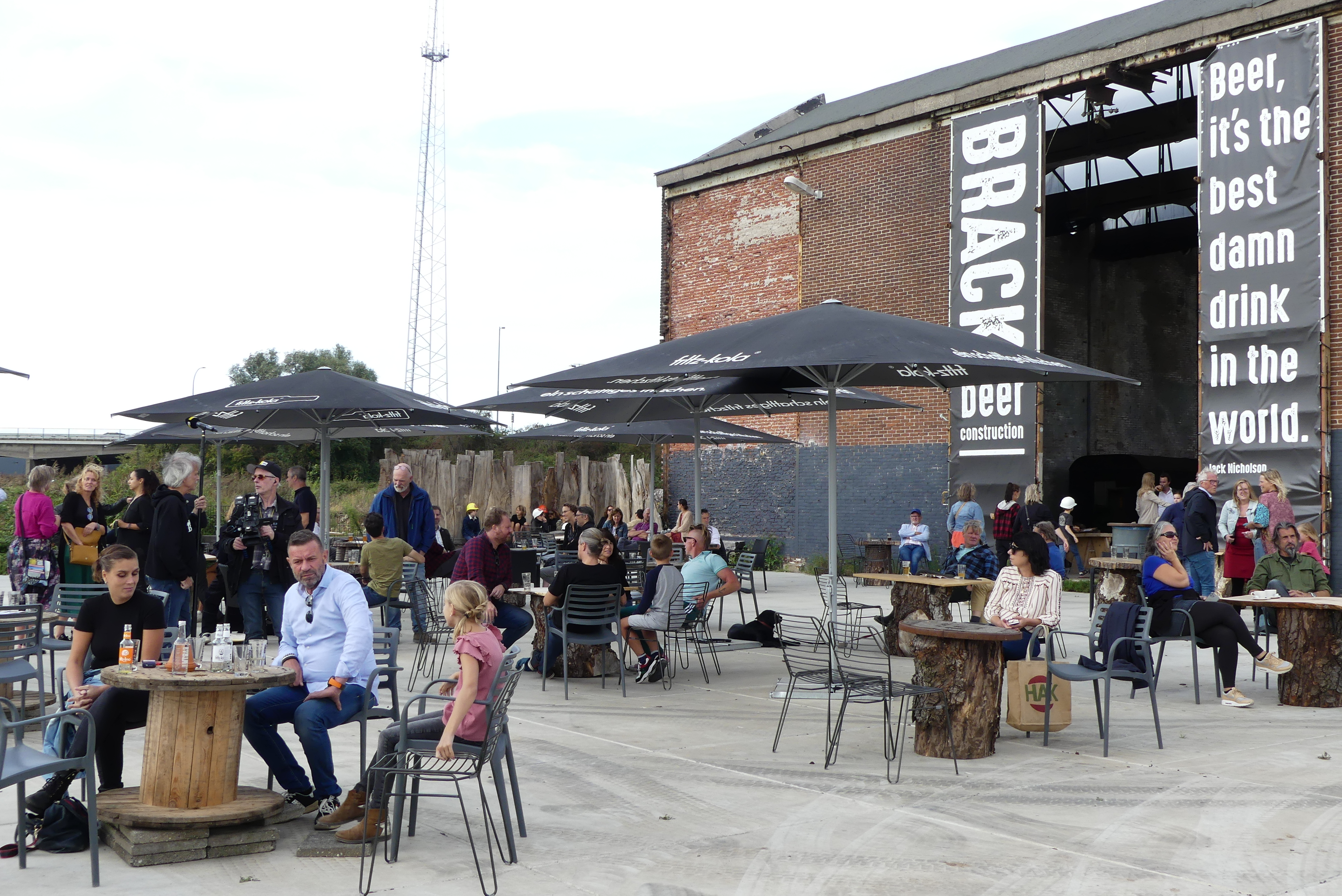
Zicht op het terras van BRACK.

BRACK begon oorspronkelijk als een pop-up bar van Brouwerij Bliksem en Ramses Bier in de oude fabriekshal van Backer & Rueb tijdens BredaPhoto in het najaar van 2018.
Op 30 augustus 2019 werd een proeflokaal met dezelfde naam geopend in de voormalige hal van Van Puijfelik in het Havenkwartier van Breda, tegenover Pier15. Dit proeflokaal was een samenwerking tussen Brouwerij Bliksem, Ramses Bier en een bedrijf genaamd Bredase Bomen, dat meubels maakt van oude gekapte bomen in de stad. De naam is een afkorting van Backer & Rueb, Ramses en Bliksem, en verwijst naar zowel de locatie als de oprichters. Daarnaast fungeerde de locatie ook als brouwerij voor Bliksem.
BRACK was aanvankelijk gevestigd op Speelhuislaan nummer 175, maar verhuisde in 2021 naar nummer 173 vanwege de aanwezigheid van de schadelijke stof Chroom-6 in de voorgaande hal. Brouwerij Bliksem startte een crowdfundingcampagne om de verbouwing te financieren. De campagne was nodig om riolering, water en elektriciteit aan te leggen.

### Sluiting
Het proeflokaal werd op 2 september 2023 permanent gesloten. De sluiting was te wijten aan financiële problemen veroorzaakt door een combinatie van factoren, waaronder de coronacrisis, de hoge energieprijzen die het verwarmen van de grote fabriekshal bemoeilijkten, werkzaamheden aan de Speelhuislaan en een slechte zomer waardoor de inkomsten daalden. Hoewel er gesprekken plaatsvonden met verschillende partijen, waaronder ontwikkelaar Amvest, over een mogelijke doorstart van BRACK, werd het proeflokaal uiteindelijk toch gesloten.

## Bieren
- Blitzkrieg Bob, alcoholvrij blond
- Blitz, hoppy weizen
- Black Sabbath, quadrupel
- Hemelvuur, tripel

## Erkenning
De brouwerij heeft meerdere medailles gewonnen bij de Dutch Beer Challenge, een nationale biercompetitie. In 2018 behaalde het bier Black Sabbath een gouden medaille in de categorie 'Donker - Zwaar donker', terwijl Kermis in de Ale brons won in de categorie 'Donker - Dark/Black IPA'. Het jaar daarop, in 2019, werd een gouden medaille toegekend aan Grom in de categorie 'Innovatie/Speciaal - Houtgelagerd'. In 2020 ontving Grom Kamikaze een zilveren medaille in deze categorie. In 2021 won Black Sabbath een bronzen medaille in de categorie 'Donker - Zwaar donker'. In 2022 ontving hetzelfde bier wederom een bronze medaille en behaalde de brouwerij twee zilveren medailles in de categorie 'Innovatie/Speciaal - Hout' voor de bieren Mad Mountie BA en Grom: Beast of Bourbon.
De 3 Horne · Bavaria · De Beyerd · Brouwerij Bliksem · Bourgogne Kruis · Budelse Brouwerij · Sint Christoffel · Dommelsche Bierbrouwerij · Frontaal · Gradus Nikkelen · Heineken Nederland · Heusden · D'n Hopper · Stadsbrouwerij van Kollenburg · De Koningshoeven · Het Levenswater · Liefde · Bierbrouwerij De Magistraat · Huisbrouwerij Mieghelm · Moerenburg · Muifelbrouwerij · Oijen · Oirschots Bier · Onrooise Bierbrouwerij · Opener bier · De Pimpelmeesch · Ramses Bier · Rebels Bierbrouwerij · Reuzenbieren · Museumbrouwerij De Roos · Sint Servattumus